# 메리 내시

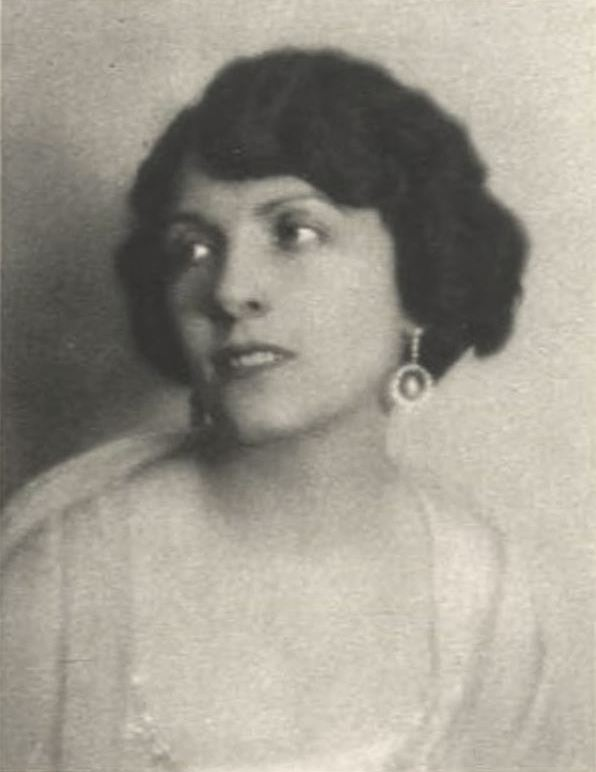

메리 내시(Mary Nash, 1884년 8월 15일 ~ 1976년 12월 3일)는 미국의 배우이다.
트로이에서 태어났으며 브렌트우드에서 사망하였다. 사인은 질병이다.

## 영화
- 하워즈 엔드 (1992년)